# Kapsenberg-Schmiere
Kapsenberg-Schmiere ist ein lösemitteltaugliches und fettfreies Schmiermittel für Schliffapparaturen im Labor. Man stellt sie her, indem man bei 160 bis 180 °C  lösliche Stärke in Glycerin einrührt, bis die gewünschte Konsistenz erreicht ist.
Die Kapsenberg-Schmiere wurde speziell zum Einsatz mit Ether verwendet, ist jedoch für  hydrophilere Lösemittel wie Alkohole und Wasser nicht geeignet und wurde  weitestgehend durch andere synthetische Schmiermittel, z. B. auf Basis von Polyvinylalkohol ersetzt. Sie wird nur noch in wenigen Spezialanwendungen verwendet und ist überwiegend von historischem Interesse.